# Энгельберт III (маркграф Истрии)
Энгельберт III (нем. Engelbert III.; 1120/1123 — 6 октября 1173) — граф Крайбурга, маркграф Истрии. 

## Биография
Сын Энгельберта II — герцога Каринтии из рода Шпонгеймов. Брат Генриха фон Шпонгейма - епископа Труа (1145-1149), и Ульриха - герцога Каринтии (1135-1144).
С 1135/37 маркиз Тосканы.
В 1156 году вместе с братом епископом Регенсбурга Хадвигом (1155-1164) и племянником герцогом Генрихом V Каринтийским принял участие в Рейхстаге, на котором маркграфство Австрия была возведена в ранг герцогства.
Энгельберт III в 1140 году женился на Матильде (ум. 1165), дочери графа Беренгара фон Зульцбах.
После его смерти маркграфство Истрия император отдал Бертольду III фон Андекс. Другие владения (Крайбург, Марквартштайн, земли в Верхней Баварии) унаследовал Рапото I — брат Энгельберта II.